# Melanophthalma scitula
Melanophthalma scitula es una especie de coleóptero de la familia Latridiidae.

## Distribución geográfica
Habita en la República Dominicana.